# Coelogyne stenochila
Coelogyne stenochila är en orkidéart som beskrevs av Joseph Dalton Hooker.
Coelogyne stenochila ingår i släktet Coelogyne och familjen orkidéer. Inga underarter finns listade i Catalogue of Life.